# 亡命之逃
《亡命之逃》（英語：Ransom Express），2000年的香港電影，由藍志偉執導，黃秋生、尹天照、陳　煒、林志豪主演。

## 演員表
- 尹天照 飾 三文魚
- 陳　煒 飾 Ruby Sun
- 黃秋生 飾 智　慧
- 林志豪 飾 太　保
- 林淑賢 飾 英　雄
- 王　駿 飾 張神父
- 蕭依婷 飾 申秘書乙
- 楊威文 飾 飛仔甲
- 謝耀龍 飾 得　哥
- 葉子豪 飾 豪　哥
- 曾　偉 飾 申同樂
- 林寶雄 飾 四眼仔
- 顏如玉 飾 申秘書甲
- 黃麗閣 飾 富　婆
- 木　楊 飾 泰國大佬
- 鄭祺源 飾 得哥弟
- 謝寶倫 飾 飛仔丙
- 鄺桃雄 飾 飛仔丁
- 何志榮 飾 飛仔戊
- 戴永華 飾 欠債人
- 蘇枷儀 飾 潑　婦